# Michele Alboreto
Michele Alboreto (Milão, 23 de dezembro de 1956 - Oberspreewald-Lausitz, 25 de abril de 2001) foi um piloto italiano de Fórmula 1.

## Carreira

### O início
Filho de uma família apaixonada por automobilismo, começou a frequentar Monza aos 12 anos. Além dos automóveis, sua outra paixão era jogar futebol. "Desisti, mas continuo correndo: faço jogging e corro com minha Ferrari", brincava. Reservado e introspectivo, iniciou no automobilismo em 1977 ao volante de um Fórmula Monza da "Scuderia Salvati", cujo protótipo era equipado com um motor Fiat 500 de dois cilindros. Alboreto aproveitou aquela oportunidade única e mostrou paixão ao conduzir aquele carro. No ano seguinte (1978), transferiu-se para a Fórmula Itália, categoria que contava com monopostos mais potentes.
Após conquistar os títulos da Fórmula 3 Italiana em 1979 e o Campeonato Europeu de F3 em 1980, Michele Alboreto demonstrou versatilidade ao disputar o Mundial de Protótipos com a Lancia. Junto de seu compatriota Riccardo Patrese, conquista sua primeira vitória nas 6 horas de Watkins Glen de 1981. Em seu último ano com carros de "Endurance", na temporada de 1982, vence às 6 horas de Silverstone (com Patrese), os 1 000 km de Nürburgring (com Teo Fabi e novamente Patrese) e os 1 000 km de Mugello (em dupla com Piercarlo Ghinzani).

### Testes com a Tyrrell e vitória com a Minardi na F-2
Com o apoio da Ceramica Imola, Alboreto é convidado para um teste com a equipe Tyrrell, em 1981. Completou algumas voltas e logo foi contratado para substituir o argentino Ricardo Zunino no Grande Prêmio de San Marino. Foram dez corridas e um 9º lugar no Grande Prêmio da Holanda, em Zandvoort, como melhor resultado. Naquele mesmo ano, conquista a única vitória da história da Minardi em uma prova da Fórmula 2.

### A passagem pela Tyrrell (1981-1983)
O estilo do italiano agradou Ken Tyrrell e Alboreto permanece no time em 1982. A primeira vitória foi conquistada nesta conturbada temporada, marcada pelos acidentes fatais de Gilles Villeneuve e Riccardo Paletti. Revelação daquele mundial, Michele, com 25 anos na ocasião, venceu o difícil Grande Prêmio de Las Vegas. A corrida foi muito disputada entre ele e o norte-irlandês John Watson da McLaren, que brigava pelo título na oportunidade com o finlandês Keke Rosberg da Williams. As cores azul e amarela de seu capacete, homenagem ao seu grande herói Ronnie Peterson, passaram a ser conhecidas por todos na F-1.

### Perseguição
Alboreto passou a ser sondado pelas grandes equipes da Fórmula 1, mas não podia se desvencilhar do contrato com a Tyrrell. Enzo Ferrari, que procurava um substituto para Gilles Villeneuve, convidou o piloto, mas Ken Tyrrell exigiu um motor turbo da Ferrari em troca da liberação do piloto. "Os italianos me criticam por não assinar com Alboreto para o próximo ano, mas o que muitos não sabem é que o convidei no meio desta temporada. Alboreto não optou por rescindir seu contrato com a Tyrrell. Em resposta, mandou-me uma carta muito educada, que mostrou seu grande caráter. Quando Alboreto estiver livre de qualquer tipo de contrato, haverá uma Ferrari à sua disposição", declarou, à época, o velho comendador.
A sua segunda vitória na Fórmula 1 aconteceu em Detroit, em (1983). O brasileiro da Brabham, Nelson Piquet, liderava a corrida e conseguia abrir facilmente do Tyrrell de Alboreto. Faltando 9 voltas para o fim, Piquet teve um pneu furado e foi obrigado a fazer um pit-stop. O italiano assumiu a ponta e administrou sua vantagem para o finlandês Keke Rosberg, da Williams, estabelecendo a última vitória do clássico motor Cosworth DFV de oito cilindros na F-1. Foi uma corrida em que, do 1º ao 6º, apenas o 4º colocado era Turbo. Acabou sendo também a última vitória da equipe do "Tio Ken" na categoria.

### Alboreto na Ferrari (1984-1988)

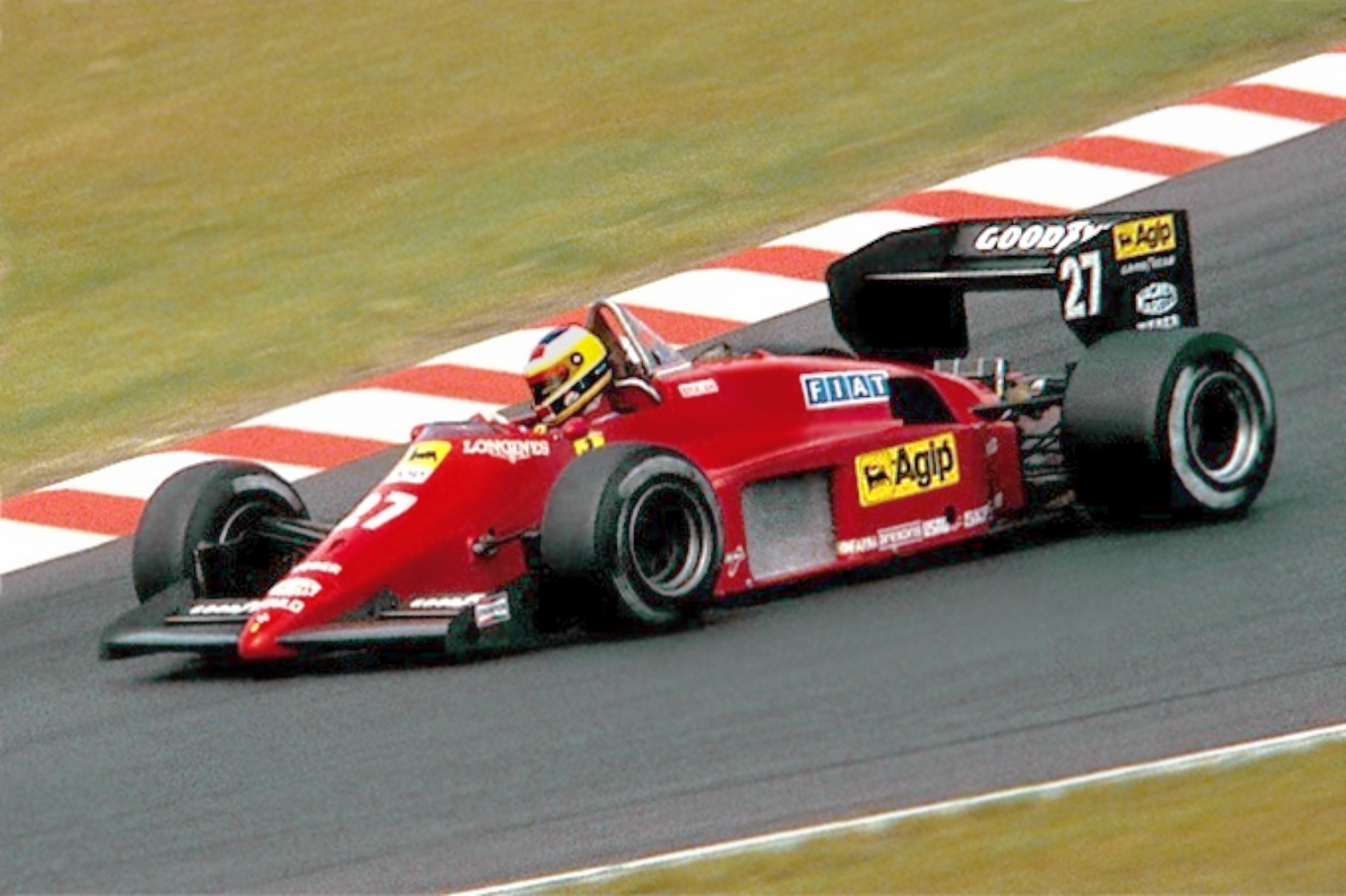
Alboreto na Ferrari em 1985

Após 11 anos sem um piloto da "casa" (a última foi em 1973 com Arturo Merzario), Enzo Ferrari contrata Michele Alboreto para conduzir o carro vermelho número 27 para a temporada de 1984. Pilotar para o time de Maranello era seu grande sonho e a primeira vitória com a máquina acontece no Grande Prêmio da Bélgica, em Zolder. No ano de estreia, Alboreto termina a temporada em 4º lugar com 30,5 pontos; ainda marcou uma pole e uma volta mais rápida, passando a ser muito popular na Itália.
Em 1985, é o primeiro piloto e é um forte candidato ao título, graças ao modelo 156/85. Venceu no Canadá e na Alemanha e poderia ser três se não fosse um furo no pneu traseiro esquerdo em Mônaco; teve quatro 2º e dois 3º lugares, três voltas mais rápidas e por cinco provas seguidas (da canadense à alemã) liderou o Mundial, mas na Áustria perdeu-a para o francês Alain Prost da McLaren, o vencedor da prova, e com o italiano terminando-a em 3º lugar e marcou três pontos com o 4º na Holanda. Com 3 pontos de desvantagem, foi para o Grande Prêmio da Itália confiante que poderia recuperar o topo da tabela, tanto que os tifosi lotaram as arquibancadas do autódromo de Monza acreditando na vitória da máquina e do piloto que não acontecia desde 1966 com Ludovico Scarfiotti, porém o sonho dos fanáticos torcedores durou 45 voltas, porque o motor do carro do piloto milanês quebrou. No Grande Prêmio da Bélgica, em Spa-Francorchamps, abandonou prematuramente na 3ª volta por problemas de embreagem. Com duas provas sem pontuar, a diferença aumentava para 16 pontos. Na antepenúltima etapa, o Grande Prêmio da Europa, em Brands Hatch, na Inglaterra, sua atuação durou apenas 13 voltas quando começou a pegar fogo na parte traseira do aerofólio com a quebra do turbo. Desolado, foi para o fundo do boxe sentindo a perda de mais uma corrida no zero e assistindo de lá Prost terminando-a em 4º lugar e faturando a taça. Nas últimas duas provas do campeonato, Alboreto também nem terminou. Na classificação final foi vice-campeão com 53 pontos. Terminava a sua melhor chance de alcançar o tão sonhado título.
Em 1986, o carro não conseguiu acompanhar o ritmo da McLaren TAG-Porsche de Prost, da Lotus-Renault de Senna e dos Williams-Honda, que mostrou grande evolução na temporada anterior com Mansell e agora com Piquet. Alboreto obteve apenas um podium com o 2º lugar no GP da Áustria. O 9º lugar no campeonato com apenas 14 pontos foi tudo que conseguiu.
Para 1987, ganha um novo companheiro de equipe: o austríaco Gerhard Berger. Com ele, o piloto italiano é constantemente batido por seu novo colega tanto em treinos como em corridas. Alboreto também não vence nenhuma corrida assim como no ano anterior e o máximo que consegue é o 2º na Austrália e dois 3º lugares: San Marino e Mônaco. Novamente os carros do cavalinho rampante é batido pelos carros do senhor Frank Williams. Classifica-se em 7º no campeonato com 17 pontos.
No campeonato de 1988, um ano todo dominado pelos McLaren-Honda, Alboreto pouco pôde fazer. Obtém três pódiuns, sendo dois terceiro em: Mônaco e na França, mas quando aparece a melhor oportunidade para vencer, quem lá está era seu colega Berger, que ganha o GP de Itália emocional, quase um mês depois da morte do Comendatore. O 2º lugar (último podium no time) e a dobradinha na corrida foi o que sobrou para o milanês. Termina o campeonato com 24 pontos: três pódiuns e uma volta mais rápida, dando-lhe o 5º lugar na última temporada no time de Maranello.

### Sondagem pela Williams, volta à Tyrrell e "micos" na Larrousse
Foi sondado pela Williams, mas as negociações não progrediram e o piloto italiano voltou para a Tyrrell em 1989. Apesar dos problemas, conseguiu o 5º lugar em Mônaco e o 3º no México (último podium na carreira). Fazia grande apresentação nos Estados Unidos e foi obrigado a abandonar a corrida com problemas na transmissão. Alboreto saiu no meio da temporada com problemas envolvendo a equipe e seu patrocinador. Antes do Grande Prêmio da França, Ken Tyrrell aceitou o patrocínio da Camel. "Não gosto de quebrar contratos e pedi para a Tyrrell conversar com a Marlboro. Mas Ken disse que o problema era meu." - revelou Alboreto, que aceita o convite da Larrousse-Lamborghini para disputar a pré-classificação no final do ano.

### 1990-1994: o desgaste na Footwork, fracassos na Scuderia Italia e volta à Minardi
Em um esporte marcado pelas repentinas mudanças de rumo, o piloto esperava reviver a melhor fase de sua carreira, em 1990, na Footwork Arrows. A equipe desenvolve uma parceria com a Porsche para a temporada seguinte, mas o conjunto era desastroso. Depois de três temporadas de poucos resultados, o piloto acerta com a Scuderia Italia. O time italiano usava motores Ferrari e chassis Lola, mas depois de 1993, uniu forças com a Minardi. Assim, Alboreto disputou sua última temporada na Fórmula 1 pela equipe de Faenza e marcou o último ponto no Grande Prêmio de Mônaco de 1994, saindo aos 37 anos de idade.

### DTM e Le Mans
No ano seguinte (1995), Michele disputou a DTM com um Alfa Romeo 155 V6, porém não obteve sucesso na categoria alemã. Naquele mesmo ano, correu na IRL e retomou sua carreira nas provas de Endurance. Depois de poucos resultados positivos, Alboreto vence a tradicional 24 horas de Le Mans de 1997 e revive seus dias de glória no automobilismo. O piloto italiano dividiu o TWR-Porsche da equipe Joest Racing, com o sueco Stefan Johansson (seu ex-companheiro de equipe na Ferrari), e o dinamarquês Tom Kristensen.
A vitória em Le Mans abre novos caminhos para Alboreto. A partir de 1998, ele disputa a "ALMS" (American Le Mans Series) pela TWR-Porsche. Em 1999, Alboreto se torna peça importante no desenvolvimento da Audi. O último triunfo do piloto acontece nas 12 Horas de Sebring de 2001 com o italiano Rinaldo Capello e o francês Laurent Aïello, com o Audi R8.

### Morte trágica
Quando tudo indicava mais uma vitória em Le Mans, Alboreto morre no dia 25 de abril de 2001, após sofrer um acidente testando o novo Audi R8, que seria usado na tradicional prova francesa. A batida aconteceu no momento em que o protótipo cruzava a reta do circuito de Lausitzring, na Alemanha, a 300 km/h. O carro levantou voo e capotou várias vezes até bater no rail. Segundo a investigação, o acidente aconteceu por um rasgo em um dos pneus, provocado por um objeto cortante.

### Legado
Em 28 de agosto de 2021, foi anunciado que a Curva Parabolica no Autódromo Nacional de Monza, será oficialmente renomeada como Curva Alboreto durante o fim de semana do Grande Prêmio da Itália de 2021 para marcar o 20º ano de sua morte.

## Resultados na Carreira

### Fórmula 1[2]
(legenda) (Corridas em negrito indica pole position e corridas em itálico indica volta mais rápida)
| Ano  | Equipe                            | Chassis          | Motor                   | 1         | 2         | 3         | 4         | 5         | 6         | 7         | 8         | 9         | 10        | 11        | 12        | 13        | 14        | 15        | 16        | Pontos | Posição  |
| ---- | --------------------------------- | ---------------- | ----------------------- | --------- | --------- | --------- | --------- | --------- | --------- | --------- | --------- | --------- | --------- | --------- | --------- | --------- | --------- | --------- | --------- | ------ | -------- |
| 1981 | Tyrrell Racing                    | Tyrrell 010      | Ford Cosworth DFV V8    | USW       | BRA       | ARG       | SMR Ret M | BEL 12º M | MON Ret M | ESP NQ M  | FRA 16º M | GBR Ret M |           |           |           |           |           |           |           | 0      | NC (27º) |
| 1981 | Tyrrell Racing                    | Tyrrell 010      | Ford Cosworth DFV V8    |           |           |           |           |           |           |           |           |           | ALE NQ A  | AUT Ret A |           |           |           |           |           | 0      | NC (27º) |
| 1981 | Tyrrell Racing                    | Tyrrell 011      | Ford Cosworth DFV V8    |           |           |           |           |           |           |           |           |           |           |           | HOL 9º A  | ITA Ret A | CAN 11º A | LVG 13º A |           | 0      | NC (27º) |
| 1982 | Team Tyrrell                      | Tyrrell 011      | Ford Cosworth DFV V8    | AFS 7º G  | BRA 4º G  | USW 4º G  | SMR 3º G  | BEL Ret G | MON 10º G | USE Ret G | CAN Ret G | HOL 7º G  | GBR NC G  | FRA 6º G  | ALE 4º G  | AUT Ret G | SUI 7º G  | ITA 5º G  | LVG 1º G  | 25     | 8º       |
| 1983 | Benetton Tyrrell Team             | Tyrrell 011      | Ford Cosworth DFV V8    | BRA Ret G | USW 9º G  | FRA 8º G  | SMR Ret G | MON Ret G | BEL 14º G | USE 1º G  | CAN 8º G  | GBR 13º G | ALE Ret G |           |           |           |           |           |           | 10     | 12º      |
| 1983 | Benetton Tyrrell Team             | Tyrrell 012      | Ford Cosworth DFY V8    |           |           |           |           |           |           |           |           |           |           | AUT Ret   | HOL 6º    | ITA Ret   | EUR Ret   | AFS Ret   |           | 10     | 12º      |
| 1984 | Scuderia Ferrari SpA SEFAC        | Ferrari 126 C4   | Ferrari 031 V6 Turbo    | BRA Ret G | AFS 11º G | BEL 1º G  | SMR Ret G | FRA Ret G | MON 6º1 G | CAN Ret G | USE Ret G | EUA Ret G | GBR 5º G  | ALE Ret G | AUT 3º G  | HOL Ret G | ITA 2º G  | EUR 2º G  | POR 4º G  | 30.5   | 4º       |
| 1985 | Scuderia Ferrari SpA SEFAC        | Ferrari 156/85   | Ferrari 031 V6 Turbo    | BRA 2º G  | POR 2º G  | SMR Ret G | MON 2º G  | CAN 1º G  | EUA 3º G  | FRA Ret G | GBR 2º G  | ALE 1º G  | AUT 3º G  | HOL 4º G  | ITA 13º G | BEL Ret G | EUR Ret G | AFS Ret G | AUS Ret G | 53     | 2º       |
| 1986 | Scuderia Ferrari SpA SEFAC        | Ferrari F1/86    | Ferrari 032 V6 Turbo    | BRA Ret G | ESP Ret G | SMR 10º G | MON Ret G | BEL 4º G  | CAN 8º G  | EUA 4º G  | FRA 8º G  | GBR Ret G | ALE Ret G | HUN Ret G | AUT 2º G  | ITA Ret G | POR 5º G  | MEX Ret G | AUS Ret G | 14     | 9º       |
| 1987 | Scuderia Ferrari SpA SEFAC        | Ferrari F1/87    | Ferrari 033D V6 Turbo   | BRA 8º G  | SMR 3º G  | BEL Ret G | MON 3º G  | EUA Ret G | FRA Ret G | GBR Ret G | ALE Ret G | HUN Ret G | AUT Ret G | ITA Ret G | POR Ret G | ESP 15º G | MEX Ret G | JAP 4º G  | AUS 2º G  | 17     | 7º       |
| 1988 | Scuderia Ferrari SpA SEFAC        | Ferrari F187/88C | Ferrari 033E V6 Turbo   | BRA 5º G  | SMR 18º G | MON 3º G  | MEX 4º G  | CAN Ret G | EUA Ret G | FRA 3º G  | GBR 17º G | ALE 4º G  | HUN Ret G | BEL Ret G | ITA 2º G  | POR 5º G  | ESP Ret G | JAP 11º G | AUS Ret G | 24     | 5º       |
| 1989 | Tyrrell Racing Organisation       | Tyrrell 017B     | Ford Cosworth DFR V8    | BRA 10º G |           |           |           |           |           |           |           |           |           |           |           |           |           |           |           | 6      | 13º      |
| 1989 | Tyrrell Racing Organisation       | Tyrrell 018      | Ford Cosworth DFR V8    |           | SMR NQ G  | MON 5º G  | MEX 3º G  | EUA Ret G | CAN Ret G | FRA       | GBR       |           |           |           |           |           |           |           |           | 6      | 13º      |
| 1989 | Equipe Larrousse                  | Lola LC89        | Lamborghini 3512 V12    |           |           |           |           |           |           |           |           | ALE Ret G | HUN Ret G | BEL Ret G | ITA Ret G | POR 11º G | ESP NPQ G | JAP NQ G  | AUS NPQ G | 6      | 13º      |
| 1990 | Footwork Arrows Racing            | Arrows A11B      | Ford Cosworth DFR V8    | EUA 10º G | BRA Ret G | SMR NQ G  | MON NQ G  | CAN Ret G | MEX 17º G | FRA 10º G | GBR Ret G | ALE Ret G | HUN 12º G | BEL 13º G | ITA 12º G | POR 9º G  | ESP 10º G | JAP Ret G | AUS NQ G  | 0      | NC (24º) |
| 1991 | Footwork Grand Prix International | Footwork A11C    | Porsche 3512 V12        | EUA Ret G | BRA NQ G  | SMR NQ G  |           |           |           |           |           |           |           |           |           |           |           |           |           | 0      | NC (35º) |
| 1991 | Footwork Grand Prix International | Footwork FA12    | Porsche 3512 V12        |           |           |           | MON Ret G | CAN Ret G | MEX Ret G |           |           |           |           |           |           |           |           |           |           | 0      | NC (35º) |
| 1991 | Footwork Grand Prix International | Footwork FA12C   | Ford Cosworth DFR V8    |           |           |           |           |           |           | FRA Ret G | GBR Ret G | ALE NQ G  | HUN NQ G  | BEL NPQ G | ITA NQ G  | POR 15º G | ESP Ret G | JAP NQ G  | AUS 13º G | 0      | NC (35º) |
| 1992 | Footwork Mugen Honda              | Footwork FA13    | Mugen-Honda MF-351H V10 | AFS 10º G | MEX 13º G | BRA 6º G  | ESP 5º G  | SMR 5º G  | MON 7º G  | CAN 7º G  | FRA 7º G  | GBR 7º G  | ALE 9º G  | HUN 7º G  | BEL Ret G | ITA 7º G  | POR 6º G  | JAP 15º G | AUS Ret G | 6      | 10º      |
| 1993 | Lola BMS Scuderia Italia          | Lola T93/30      | Ferrari 040 V12         | AFS Ret G | BRA 11º G | EUR 11º G | SMR NQ G  | ESP NQ G  | MON Ret G | CAN NQ G  | FRA NQ G  | GBR NQ G  | ALE 16º G | HUN Ret G | BEL 14º G | ITA Ret G | POR Ret G |           |           | 0      | NC (29º) |
| 1994 | Minardi Scuderia Italia           | Minardi M193B    | Ford HBC7/8 V8          | BRA Ret G | PAC Ret G | SMR Ret G | MON 6º G  | ESP Ret G |           |           |           |           |           |           |           |           |           |           |           | 1      | 25º      |
| 1994 | Minardi Scuderia Italia           | Minardi M194     | Ford HBC7/8 V8          |           |           |           |           |           | CAN 11º G | FRA Ret G | GBR Ret G | ALE Ret G | HUN 7º G  | BEL 9º G  | ITA Ret G | POR 13º G | EUR 14º G | JAP Ret G | AUS Ret G | 1      | 25º      |

↑1  Foi atribuído metade dos pontos, porque o número de voltas não alcançou 75% de sua distância percorrida.

### 24 Horas de Le Mans
| Ano  | Equipe                  | Nº | Co-Pilotos                      | Chassi Motor                                          | Pneus | Classe | Voltas | Posição | Posição na classe |
| ---- | ----------------------- | -- | ------------------------------- | ----------------------------------------------------- | ----- | ------ | ------ | ------- | ----------------- |
| 1981 | Martini Racing          | 65 | Eddie Cheever Carlo Facetti     | Lancia Beta Monte Carlo Lancia 1.4L Turbo I4          | P     | Gr.5   | 322    | 8º      | 2nd               |
| 1982 | Martini Racing          | 51 | Teo Fabi Rolf Stommelen         | Lancia LC1 Lancia 1.4L Turbo I4                       | P     | Gr.6   | 92     | DNF     | DNF               |
| 1983 | Martini Lancia          | 5  | Piercarlo Ghinzani Hans Heyer   | Lancia LC2 Ferrari 268C 2.6L Turbo V8                 | D     | C      | 121    | DNF     | DNF               |
| 1996 | Joest Racing            | 8  | Pierluigi Martini Didier Theys  | TWR Porsche WSC-95 Porsche Type-935 3.0L Turbo Flat-6 | G     | LMP1   | 300    | DNF     | DNF               |
| 1997 | Joest Racing            | 7  | Stefan Johansson Tom Kristensen | TWR Porsche WSC-95 Porsche Type-935 3.0L Turbo Flat-6 | G     | LMP    | 361    | 1st     | 1st               |
| 1998 | Porsche AG Joest Racing | 7  | Stefan Johansson Yannick Dalmas | Porsche LMP1-98 Porsche Type-935 3.2L Turbo Flat-6    | M     | LMP1   | 107    | DNF     | DNF               |
| 1999 | Audi Sport Team Joest   | 7  | Rinaldo Capello Laurent Aïello  | Audi R8R Audi 3.6L Turbo V8                           | M     | LMP    | 346    | 4º      | 3rd               |
| 2000 | Audi Sport Team Joest   | 7  | Christian Abt Rinaldo Capello   | Audi R8 Audi 3.6L Turbo V8                            | M     | LMP900 | 365    | 3rd     | 3rd               |

### 24 Horas de Daytona
| Ano  | Equipe                | Nº | Co-Pilotos                        | Chassi                  | Motor                          | Pneus | Classe | Voltas | Posição Final | Posição Na Classe |
| ---- | --------------------- | -- | --------------------------------- | ----------------------- | ------------------------------ | ----- | ------ | ------ | ------------- | ----------------- |
| 1981 | Martini Lancia Racing | 4  | Piercarlo Ghinzani Beppe Gabbiani | Lancia Montecarlo Turbo | Lancia Lampedri 1.4 L Turbo I4 | P     | GTX    | 235    | DNF           | DNF               |
| 1995 | Scandia Racing Team   | 33 | Mauro Baldi Stefan Johansson      | Ferrari 333 SP          | Ferrari F310E 4.0L V12         | P     | WSC    | 405    | DNF           | DNF               |
| 1996 | Scandia Racing Team   | 3  | Mauro Baldi Fermín Vélez          | Ferrari 333 SP          | Ferrari F310E 4.0L V12         | P     | WSC    | 106    | DNF           | DNF               |

### 12 Horas de Sebring
| Ano  | Equipe                   | Nº | Co-Pilotos                       | Chassi         | Motor                  | Pneus | Classe | Voltas | Posição Final | Posição Na Classe |
| ---- | ------------------------ | -- | -------------------------------- | -------------- | ---------------------- | ----- | ------ | ------ | ------------- | ----------------- |
| 1995 | Scandia Motorsports      | 33 | Mauro Baldi Eric van de Poele    | Ferrari 333 SP | Ferrari F310E 4.0L V12 | P     | WSC    | 256    | 4º            | 4º                |
| 1996 | Scandia Engineering      | 3  | Andy Evans Mauro Baldi           | Ferrari 333 SP | Ferrari F310E 4.0L V12 | P     | WSC    | 330    | 2º            | 2º                |
| 1999 | Audi Sport Team Joest    | 77 | Rinaldo Capello Stefan Johansson | Audi R8R       | Audi 3.6 L Turbo V8    | M     | LMP    | 310    | 3º            | 3º                |
| 2000 | Audi Sport North America | 77 | Rinaldo Capello Allan McNish     | Audi R8        | Audi 3.6 L Turbo V8    | M     | LMP    | 360    | 2º            | 2º                |
| 2001 | Audi Sport North America | 1  | Rinaldo Capello Laurent Aïello   | Audi R8        | Audi 3.6 L Turbo V8    | M     | LMP900 | 370    | 1º            | 1º                |

### Indy Racing League
| Ano       | Equipe       | 1     | 2     | 3       | 4   | 5   | 6   | 7    | 8   | 9   | 10  | Rank | Pontos |
| --------- | ------------ | ----- | ----- | ------- | --- | --- | --- | ---- | --- | --- | --- | ---- | ------ |
| 1996      | Team Scandia | WDW 4 | PHX 8 | IND Ret |     |     |     |      |     |     |     | 11º  | 189    |
| 1996-1997 | Team Scandia | NHM 3 | LVS 5 | WDW     | PHX | IND | TXS | PPIR | CHR | NH2 | LV2 | 32nd | 62     |

### 500 Milhas de Indianápolis[3]
| Ano  | Equipe  | Chassi      | Motor | Pneus | Largada | Final |
| ---- | ------- | ----------- | ----- | ----- | ------- | ----- |
| 1985 | Scandia | Reynard 95I | Ford  | G     | 12ª     | 30º   |